# Ambroise Croizat
Pour les articles homonymes, voir Croizat.
Ambroise Croizat, né le 28 janvier 1901 à Notre-Dame-de-Briançon (Savoie) et mort le 11 février 1951 à Suresnes (Hauts-de-Seine), est un syndicaliste et homme politique français, membre du Parti communiste français (PCF) et fondateur de la Sécurité sociale.
Ouvrier ajusteur-outilleur travaillant en usine depuis ses 13 ans, il devient en 1928 secrétaire général de la fédération des travailleurs de la métallurgie CGT et député de la Seine sous le Front populaire, et dès les premières élections sous le Gouvernement provisoire de la République française.
En tant que ministre du Travail et de la Sécurité sociale de novembre 1945 à décembre 1946 et de janvier à mai 1947, il met en place le régime général de la sécurité sociale sur le territoire français, en coopération avec le haut fonctionnaire Pierre Laroque. Il est alors surnommé le « ministre des travailleurs ».
À sa mort en 1951 d'un cancer du poumon, un million de personnes l’accompagnent au cimetière du Père-Lachaise où il est inhumé.

## Biographie

### Enfance
Le père d'Ambroise Croizat, Antoine, est ouvrier, et sa mère, Louise Jeannette Piccino, employée dans un tissage de velours. Lui-même travaille en usine dès l'âge de 13 ans lorsque son père est appelé sous les drapeaux en 1914. Apprenti métallurgiste, il suit en même temps des cours du soir et devient ouvrier ajusteur-outilleur dans la région lyonnaise.

### Parcours syndical et politique
En 1917, il s'inscrit aux Jeunesses socialistes et adhère au Parti socialiste - SFIO en 1918. Il se déclare partisan de l'affiliation de la Section française de l'Internationale ouvrière à l'Internationale communiste. Il anime les grandes grèves de la métallurgie lyonnaise. Ambroise Croizat est considéré comme antimilitariste et anticolonial. Il entre au Parti communiste dès sa fondation en 1920 et il est l'un des dirigeants des Jeunesses communistes de 1920 à 1928. Il devient permanent du Parti communiste en 1925. En 1928, il est nommé secrétaire de la Fédération unitaire des métaux. En 1929 — et jusqu'à sa mort en 1951 — il est membre du comité central, puis membre du bureau de la Fédération de la jeunesse. Il déploie une intense activité militante dans de multiples endroits en France. En 1936, au moment où se réalise l'unité syndicale, il devient secrétaire général de la Fédération unique des métallurgistes CGT, qui regroupe alors 20 % des effectifs de la CGT.
Aux élections législatives de 1936, il est élu dans la deuxième circonscription du 14e arrondissement de la Seine représentant le quartier de Plaisance,
Il est négociateur de la convention de la métallurgie parisienne, rapporteur sur la loi des conventions collectives à la Chambre. Il est également négociateur dans le secteur des grands magasins et membre à la Chambre de la commission sur les armements.
Membre du Groupe ouvrier et paysan constitué légalement en remplacement du groupe parlementaire communiste dissous, et rassemblant la majorité des députés communistes qui avaient approuvé le Pacte germano-soviétique, il est arrêté dans la nuit du 7 au 8 octobre 1939, déchu de son mandat le 20 février 1940 et condamné le 3 avril 1940 par le 3e tribunal militaire de Paris à 5 ans de prison, 4 000 francs d'amende et 5 ans de privation de ses droits civiques et politiques,. Ayant transité par 14 prisons, il finit par être transféré en mars 1941 au bagne de Maison Carrée dans la banlieue d'Alger.

### Fondation de la sécurité sociale
Libéré le 5 février 1943, trois mois après le débarquement allié en Afrique du Nord, il est nommé par la CGT clandestine à la commission consultative du gouvernement provisoire d'Alger. Au titre de la CGT, à partir de novembre 1943, il siège à l'Assemblée consultative provisoire et participe à ses délibérations, notamment au sein de la Commission du travail et des affaires sociales dont il devient le président. À la Libération, il est élu membre des deux Assemblées constituantes (scrutins du 21 octobre 1945 et du 2 juin 1946) puis de l'Assemblée nationale de 1946 à 1951.
Ambroise Croizat est nommé ministre du Travail du 21 novembre 1945 au 26 janvier 1946 par de Gaulle, président du gouvernement provisoire de la République. Il est à nouveau nommé ministre du Travail et de la Sécurité sociale du 26 janvier au 16 décembre 1946 (gouvernements Gouin et Bidault) puis du 22 janvier au 4 mai 1947 (gouvernement Paul Ramadier, fin de la participation communiste au gouvernement). Pierre Roland-Lévy est son chef de cabinet. Dans son premier discours en tant que ministre à l’Assemblée, le 3 décembre 1945, Croizat affirme la priorité, pour le gouvernement, que doivent constituer la Sécurité sociale et la retraite des vieux travailleurs : « Il faut en finir avec la souffrance, l’indignité et l’exclusion. Désormais, nous mettrons l’homme à l’abri du besoin. Nous ferons de la retraite non plus une antichambre de la mort mais une nouvelle étape de la vie. »
Il est chargé d'organiser la Sécurité sociale (assurance maladie, retraites, allocations familiales), en application des ordonnances des 4 et 19 octobre 1945 émanant du programme du Conseil national de la Résistance,, et en subversion de certaines lois promulguées par le régime de Vichy, notamment en matière de retraites. S'appuyant sur le travail de son prédécesseur Alexandre Parodi, bénéficiant des compétences techniques de Pierre Laroque, Croizat impulse la création du régime général de Sécurité sociale qui sera mis en œuvre par les militants de la CGT. Sous son ministère, les allocations familiales sont doublées, puis il augmente de 50 % la rémunération des heures supplémentaires et supprime l’abattement de 10 % sur les salaires féminins. II contribue à l'amélioration du droit du travail français en renforçant les comités d'entreprise, il organise et généralise la médecine du travail, réglemente les heures supplémentaires et crée le statut des mineurs.
Il met en place un régime général de couverture sociale qui non seulement mutualise une part importante de la valeur produite par le travail, mais qui en confie aussi la gestion aux travailleurs eux-mêmes. Croizat n’invente pas la sécurité sociale, dont les éléments existent déjà ; il rassemble en une seule caisse toutes les formes antérieures d’assurance sociale et finance l’ensemble par une cotisation interprofessionnelle à taux unique. Ainsi, les allocations familiales, l’assurance-maladie, les retraites et la couverture des accidents du travail ne dépendent ni de l’Etat ni du patronat, mais d’une caisse gérée par des représentants syndicaux. Selon l’estimation de l’Assemblée consultative provisoire en août 1945, le régime général socialise dès le départ le tiers de la masse totale des salaires. Avec Pierre Laroque, il supervise l’installation du nouveau système unifié en lieu et place du préexistant millefeuille de couvertures par profession, par branche, par catégorie de salariés, par type de risque, auxquelles s’ajoutaient les mutuelles et les caisses syndicales et patronales.

### Vie personnelle
Ambroise Croizat épouse tout d'abord Germaine Marie Girod (1902-1977), dont il divorce pour épouser en secondes noces le 11 mars 1939, à Bagneux, Denise Mettetal (1912-1972). Il a une fille naturelle, Liliane Caillaud Croizat (1936-2018) reconnue le 1er mars 1939.
Un fils issu de son premier mariage, Roger, électricien, meurt d’un accident de chantier EDF, électrocuté lors d’une intervention sur une ligne à haute tension, en juillet 1950.

### Mort

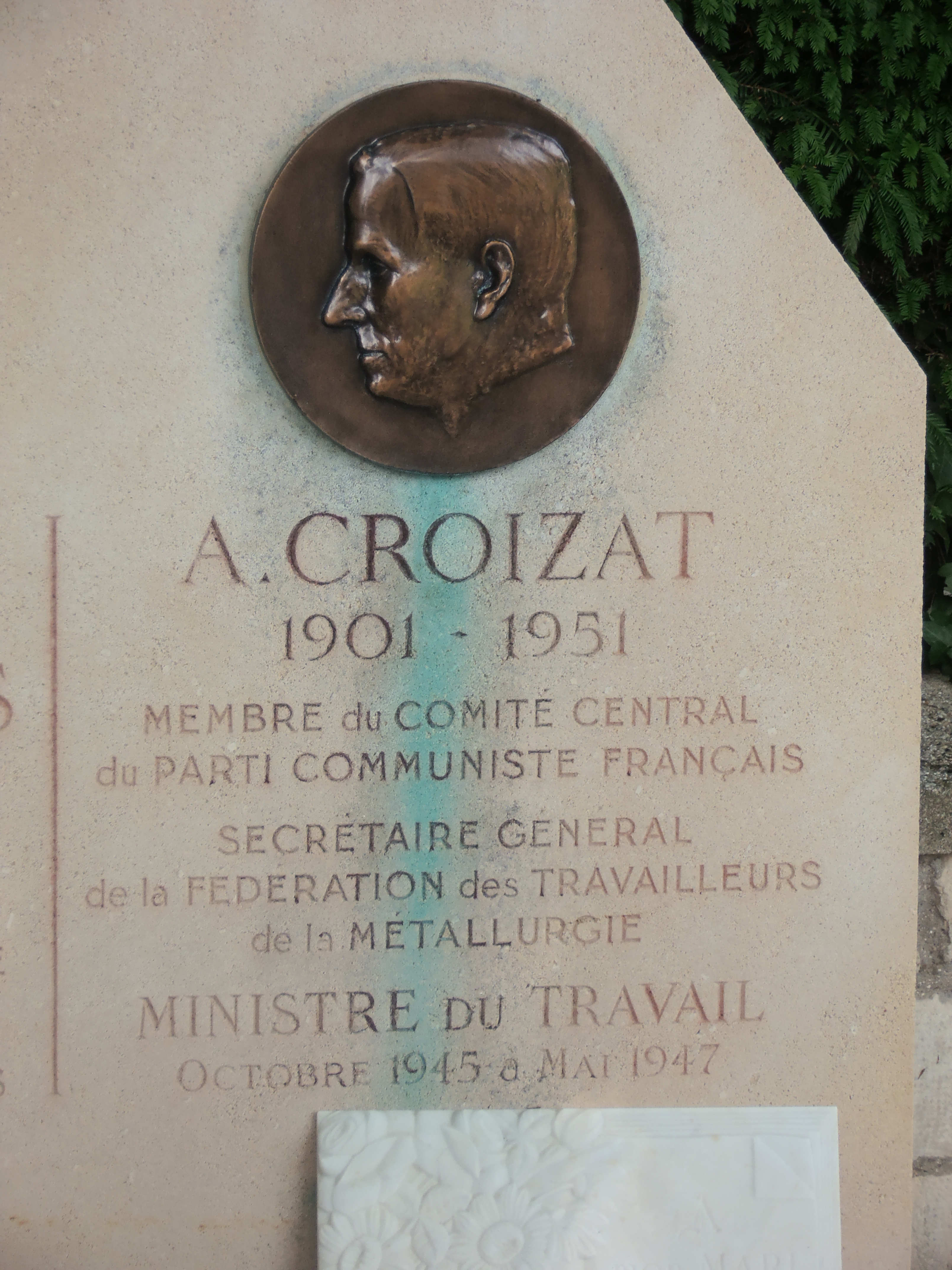
Tombe d'Ambroise Croizat au Père-Lachaise.

Il meurt d'un cancer du poumon à 50 ans le 11 février 1951 à l'hôpital Foch de Suresnes. Le Parti communiste lui fait de grandioses funérailles : son corps est exposé à la Maison des métallurgistes (aujourd'hui Maison des métallos) puis au siège de la CGT ; un million de personnes endeuillées l’accompagnent au cimetière du Père-Lachaise où il est inhumé,,,. Pourtant, d'après Bernard Friot et Christine Jackse, l'histoire officielle décidera ensuite de l'ignorer.

## Contributions
Surnommé le « ministre des travailleurs », le nom d'Ambroise Croizat reste attaché aux grandes lois relatives au régime général de la Sécurité sociale : chargé de son organisation (contre le système capitaliste de sécurité sociale mis en place tout au long du XIXe siècle,), organisation administrative des caisses et des élections aux conseils d'administration des caisses et régimes des fonctionnaires.
Son influence s'exerce aussi sur les projets concernant les comités d'entreprise, le statut des délégués du personnel, les conventions collectives, la prévention et la réparation des accidents du travail, le régime des prestations familiales.

« Jamais nous ne tolérerons que soit renié un seul des avantages de la sécurité sociale. Nous défendrons à en mourir et avec la dernière énergie, cette loi humaine et de progrès… »

— Dernier discours d’Ambroise Croizat à la tribune de l’Assemblée nationale, en octobre 1950.

## Fonctions gouvernementales
- Ministre du Travail du gouvernement De Gaulle II (du 21 novembre 1945 au 26 janvier 1946)
- Ministre du Travail et de la Sécurité sociale du gouvernement Gouin (du 26 janvier au 24 juin 1946)
- Ministre du Travail et de la Sécurité sociale du gouvernement  Bidault I (du 24 juin au 16 décembre 1946)
- Ministre du Travail et de la Sécurité sociale du gouvernement Ramadier I (du 22 janvier au 4 mai 1947)

## Hommages et postérité

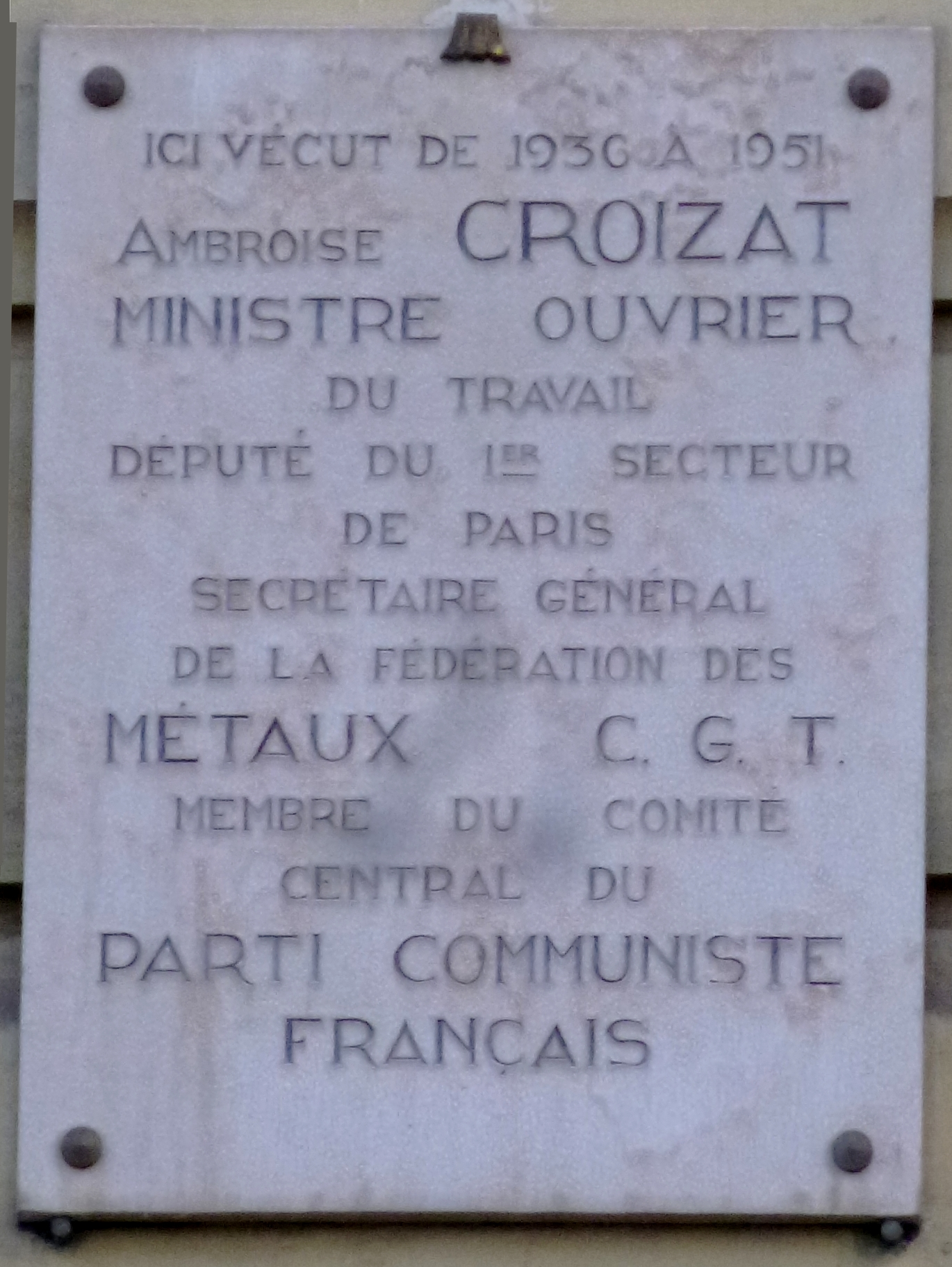
Plaque au 79 rue Daguerre à Paris.

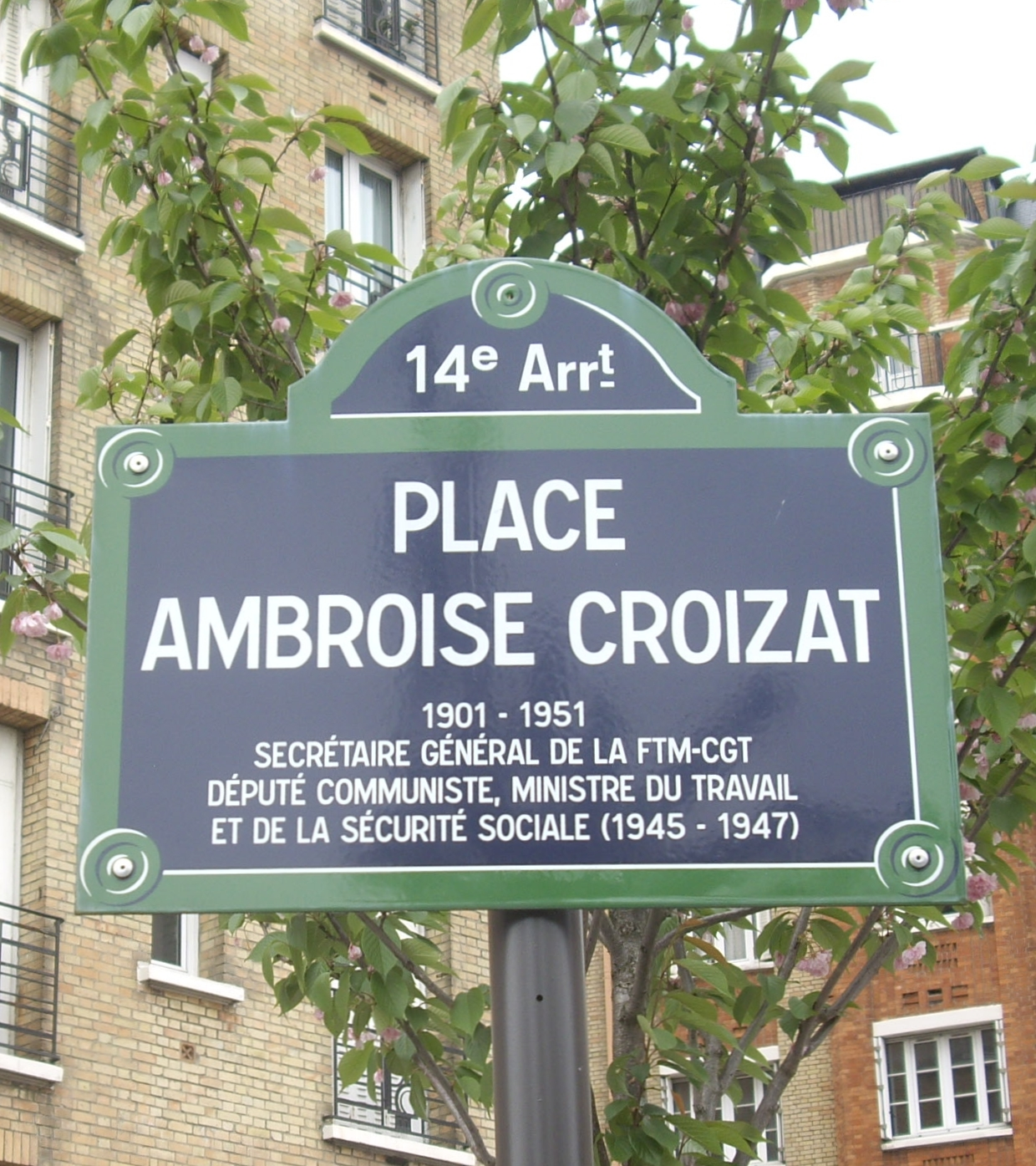
Plaque de la place Ambroise-Croizat, 14e arrondissement de Paris.

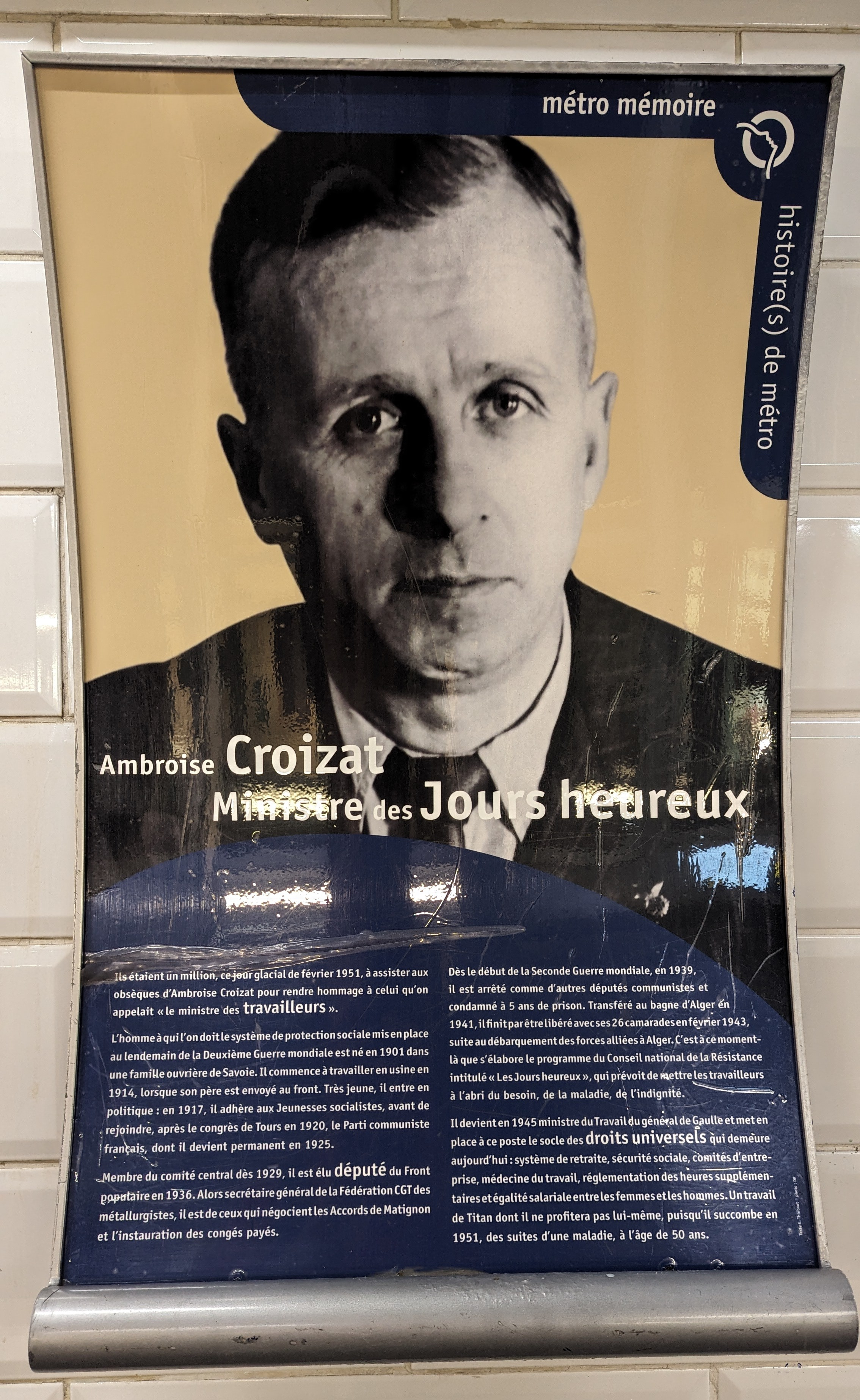
Biographie dans la station Porte d'Orléans du métro de Paris.

### Plaque
Une plaque commémorative se trouve au 79 rue Daguerre (14e arrondissement de Paris), où il a vécu.

### Voies
- Rue à Saint-Michel-de-Maurienne (Savoie), Fontaine (Isère), Saint-Denis, Clermont-Ferrand, Saint-Pierre-des-Corps, Villejuif, Montluçon, Port-Saint-Louis-du-Rhône (Bouches-du-Rhône), Boulazac (Dordogne), Saint-Guénolé (Finistère), Guilvinec (Finistère), Nîmes (Gard), Champagnole (Jura), Dargnies (Somme), Guyancourt, dans les Yvelines, Héricourt (Haute-Saône), Alfortville (Val-de-Marne, inaugurée le 14 mai 2023), Périgny (Charente-Maritime).
- Avenue à Saint-Martin-d'Hères (Isère), Lanester (Morbihan), Port-de-Bouc (Bouches-du-Rhône), Berre-l'Étang (Bouches-du-Rhône), Crolles (Isère), Gardanne (Bouches-du-Rhône), Saint-Étienne-du-Rouvray (Seine-Maritime), Vénissieux (Rhône), Périgny (Charente-Maritime), Chantenay-sur-Loire (Loire-Atlantique).
- Rond-point à Brest, à Mérignac (Gironde).
- Boulevard à Guesnain (Nord).
- Parvis à Saint-Pierre-d'Aurillac (Gironde).

### Édifices
- À Angers, un restaurant universitaire proche de la Faculté de Médecine porte le nom d'Ambroise Croizat[30].
- À Audun-le-Roman, un foyer-résidence pour personnes âgées porte son nom.
- À Chambéry, préfecture de son département de naissance (Savoie), un gymnase porte son nom.
- À Charleville-Mézières (Ardennes), une école primaire porte son nom.
- À Cherbourg-en-Cotentin, un centre de santé, ouvert en 2020, porte son nom, associé à celui de Madeleine Brès.
- À Fontenay-sous-Bois, un foyer accueillant un club de retraités porte son nom.
- À Gonfreville-l'Orcher, au sein du Pôle Santé a été créé l'espace de prévention Ambroise-Croizat.
- À Grigny, un centre de santé est inauguré le 13 avril 2019.
- À Imphy (Nièvre), une salle appartenant à l'usine de métallurgie Aperam porte son nom.
- Le lycée de Moûtiers dans la vallée de la Tarentaise, ville proche de son lieu de naissance, porte son nom.
- À Nice (Alpes-Maritimes), l'ancien centre de la Sécurité sociale porte son nom.
- À Pézenas (Hérault), un centre social porte son nom.
- À Saint-Dizier (Haute-Marne), une résidence autonomie pour personnes âgées porte son nom.
- À Saint-Michel-de-Maurienne (Savoie), une maison de santé portent son nom.
- À Sainte-Tulle (Alpes de Haute Provence), la maison du peuple porte son nom.
- À Saint-Vallier (Saône-et-Loire), un stade de football porte son nom.
- À Sauveterre-de-Guyenne (Gironde), la maison de santé pluridisciplinaire communale porte son nom.
- À Tarnos (Landes), un lycée professionnel porte son nom.
- À Vaulx-en-Velin (dans la Métropole de Lyon), son nom a été donné à un groupe scolaire (écoles maternelle et élémentaire) et à une résidence autonomie pour personnes âgées.
- À Vénissieux (Rhône), une salle des fêtes porte son nom.
- À Vierzon, un EHPAD porte son nom.

### Autres
- Dans le roman Les Lilas de Saint-Lazare, paru en 1951, l’écrivain Pierre Gamarra met en scène Mme Récompense, gardienne d’un immeuble parisien, qui, bien que la politique et la lutte des classes ne soient pas son affaire, se joint en février 1951 au formidable cortège qui, sous une pluie battante, rend un dernier hommage à Ambroise Croizat[21].
- En 2015, la Poste française a émis un timbre-poste commémoratif de la création du régime général de la Sécurité sociale, illustré des effigies d'Ambroise Croizat[31] et de Pierre Laroque.
- Un film documentaire sur l'histoire de la Sécurité sociale rend notamment un hommage particulier à Ambroise Croizat : La Sociale, réalisé par Gilles Perret, sorti en salles en France le 9 novembre 2016.

### En politique
Ambroise Croizat reste une figure de référence pour une grande partie de la gauche en France. En 2021, le journal L'Humanité lance une pétition pour demander son entrée au Panthéon, : elle est notamment signée par
Jean-Luc Mélenchon (président du groupe La France insoumise à l’Assemblée nationale),
Olivier Faure (premier secrétaire du Parti socialiste),
Fabien Roussel (secrétaire national du Parti communiste français),
Julien Bayou (secrétaire national d'Europe Écologie Les Verts),
et Philippe Martinez (secrétaire général de la CGT).
Si à l'occasion du 120e anniversaire de la naissance de Croizat, le Parti communiste français « propose d'engager [la France] dans la voie d'un nouvel âge de la Sécurité sociale et de poursuivre ainsi l'œuvre du Conseil national de la Résistance et d'Ambroise Croizat », les organisations trotskistes Lutte ouvrière et NPA – Révolutionnaires contestent l'honnêteté du récit tiré de cette œuvre politique, et dénoncent la participation du « ministre des travailleurs » à un gouvernement qui s'est concrètement opposé aux mouvements ouvriers et anticoloniaux,.